# Noda (bedrijf)
Noda is een wereldwijd open bankplatform dat in februari 2020 is opgericht in Londen, Verenigd Koninkrijk, door Lasma Kuhtarska en Igor Loktev.

## Geschiedenis
Noda werd opgericht door Lasma Kuhtarska en Igor Loktev in februari 2020 in Londen, Verenigd Koninkrijk. Het jaar daarop, in april 2021, lanceerde het bedrijf de bètaversie van zijn open bankbetalingen. In juli 2022 sloot Noda een meerderheid van de banken in de EU en het VK aan. In oktober 2022 werden de B2C-betalingen gelanceerd.
Op 4 oktober 2023 ging Noda een partnerschap aan met Tickets Travel Network, een reisdistributiebedrijf in de EMEA-regio. In december 2023 worden nieuwe diensten gelanceerd, waaronder AIS Data Services en AI-gegenereerde betaallinks. In februari 2024 introduceerde Noda identiteitsverificatie en geavanceerde fraudebestrijdingsmaatregelen. In mei 2024 breidde Noda uit naar Canada, Australië en Brazilië, waar het verschillende bedrijven oprichtte.
Eind 2024 introduceerde Noda het Pay & Go‑orchestratieplatform, gericht op het vereenvoudigen van registratie-, Know Your Customer‑ (KYC‑)processen en betalingsafhandeling voor bedrijven en hun klanten.  
In januari 2025 lanceerde Noda AI‑gestuurde betaalpagina’s op maat voor contentmakers en kleine en middelgrote ondernemingen (kmo’s), zodat zij aangepaste betalingsinterfaces kunnen creëren zonder geavanceerde technische kennis. In maart 2025 introduceerde Noda een QR‑betaaldienst voor offline ondernemingen in het Verenigd Koninkrijk, waarmee handelaars account‑naar‑accountbetalingen kunnen accepteren zonder traditionele betaalautomaten.
In april 2025 registreerde het bedrijf zijn handelsmerk in de Europese Unie om de merkbescherming in alle lidstaten te versterken.
In juni 2025 ging Noda een samenwerking aan met het Litouwse facturatieplatform Invoice123 om zijn realtimebetalingsdiensten voor kleine ondernemingen uit te breiden. Tegelijkertijd lanceerde het bedrijf Noda Prime, een oplossing voor streamers om donaties te ontvangen met lagere kosten en verbeterde interactie met hun publiek.